# Próchnik (gromada)
Próchnik – dawna gromada, czyli najmniejsza jednostka podziału terytorialnego Polskiej Rzeczypospolitej Ludowej w latach 1954–1972.
Gromady, z gromadzkimi radami narodowymi (GRN) jako organami władzy najniższego stopnia na wsi, funkcjonowały od reformy reorganizującej administrację wiejską przeprowadzonej jesienią 1954 do momentu ich zniesienia z dniem 1 stycznia 1973, tym samym wypierając organizację gminną w latach 1954–1972.
Gromadę Próchnik z siedzibą GRN w Próchniku (obecnie w granicach Elbląga) utworzono – jako jedną z 8759 gromad na obszarze Polski – w powiecie elbląskim w woj. gdańskim na mocy uchwały nr 15/III/54 WRN w Gdańsku z dnia 5 października 1954. W skład jednostki weszły obszary dotychczasowych gromad Próchnik, Krasny Las i Kamionek Wielki (bez obszaru działek poregulacyjnych Nr Nr 79a, 193 - część, 79, 80, 81, 156–161, 221 i 223) oraz obręby kat. Jagodna Wielka i Jagodna Mała z dotychczasowej gromady Rubno Wielkie ze zniesionej gminy Łęcze w tymże powiecie. Dla gromady ustalono 10 członków gromadzkiej rady narodowej.
Gromadę Próchnik zniesiono pomiędzy 1960 a 1961 rokiem.